# Onbevlekt Hart van Mariakerk (Maastricht)
De Onbevlekt Hart van Mariakerk is een voormalig kerkgebouw in de Nederlandse stad Maastricht. Het gebouw aan het Fatimaplein in de buurt Mariaberg is een gemeentelijk monument.

## Geschiedenis
De woonwijk Trichterveld in Mariaberg kwam van 1948 tot 1952 tot stand. Midden in de buurt was een nieuwe parochiekerk gepland, waarvoor Alphons Boosten in 1948 het ontwerp maakte. Boosten maakte de bouw van de kerk niet meer mee, want hij stierf begin 1951. De bouwpastoor was Ernest Tilmans, die eerder kapelaan van de Onze-Lieve-Vrouwebasiliek was geweest en in 1948 het grote Mariacongres in Maastricht organiseerde. De bouw begon in oktober 1951. De inzegening vond plaats op 1 november 1953, een gebeurtenis waar het genadebeeld van de Sterre der Zee aanwezig was.
In 1977 werd pastoor Tilmans opgevolgd door pastoor J. Rousseau. Door het sterk afgenomen aantal kerkgangers werd de kerk in 2011 aan de eredienst onttrokken, waarna een sportschool zich in het gebouw vestigde.

## Beschrijving

### Exterieur
De kerk van Mariaberg zou volgens het ontwerp van Boosten een monumentale pseudobasilikale kruiskerk worden met een hoge koortoren en twee westtorens. De bouw is nooit voltooid: van de ronde koortoren werd slechts het benedendeel voltooid; de westtorens werden geheel geschrapt. De onafgebouwde ronde onderbouw van de koortoren bezorgde de kerk de bijnaam gaasketel (gashouder).

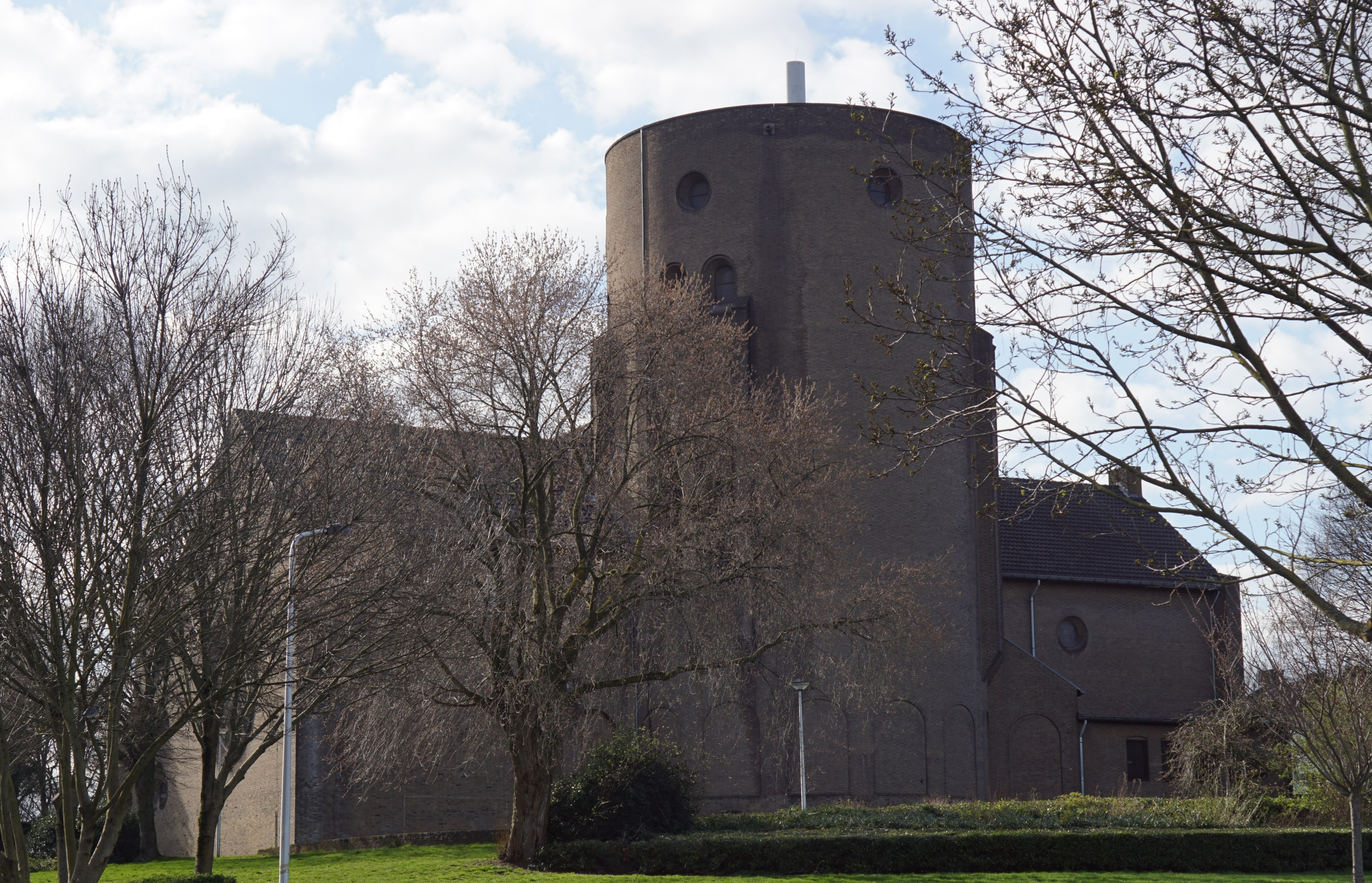
Vanuit zuidoosten (2020)
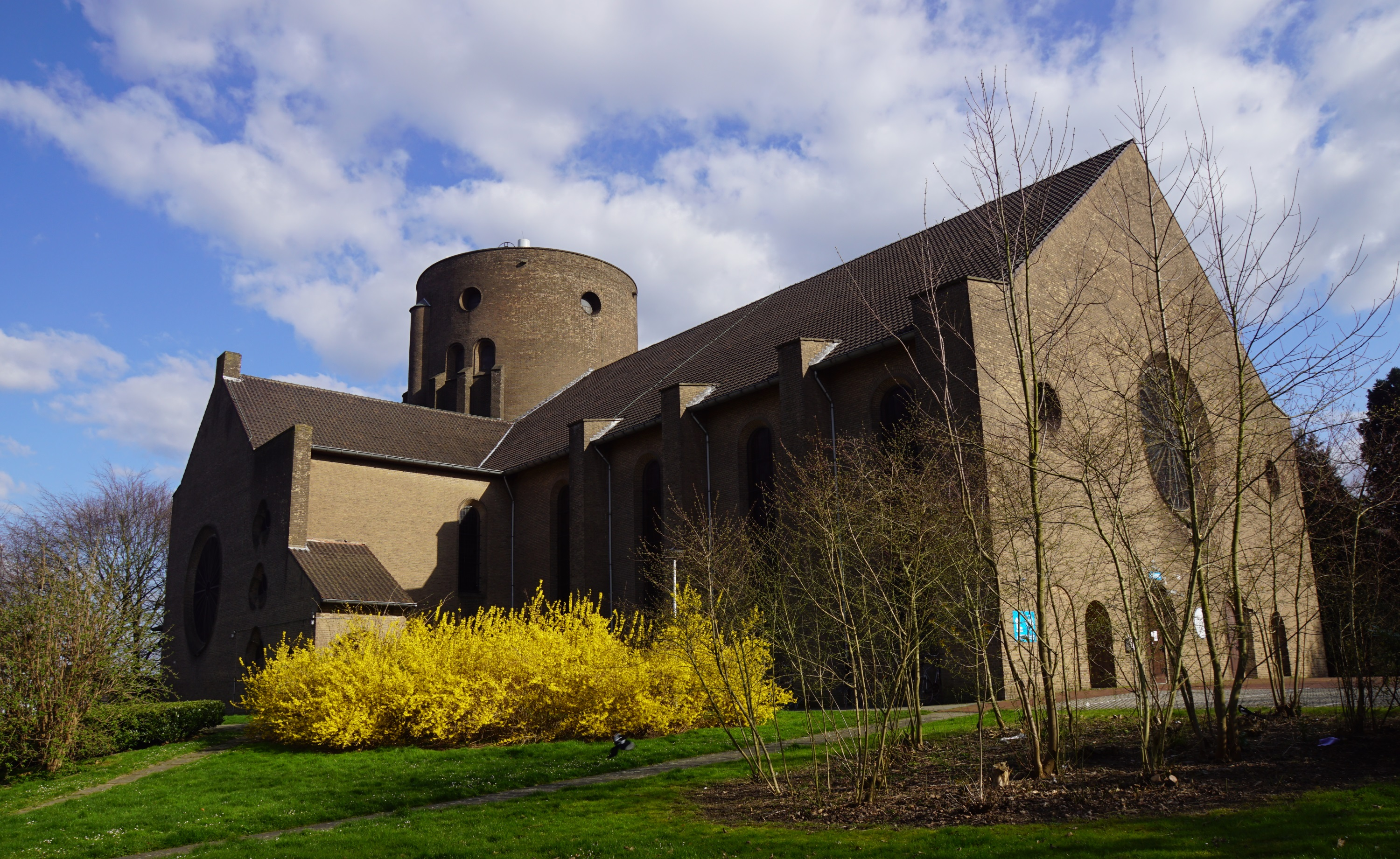
Vanuit noordwesten (2020)
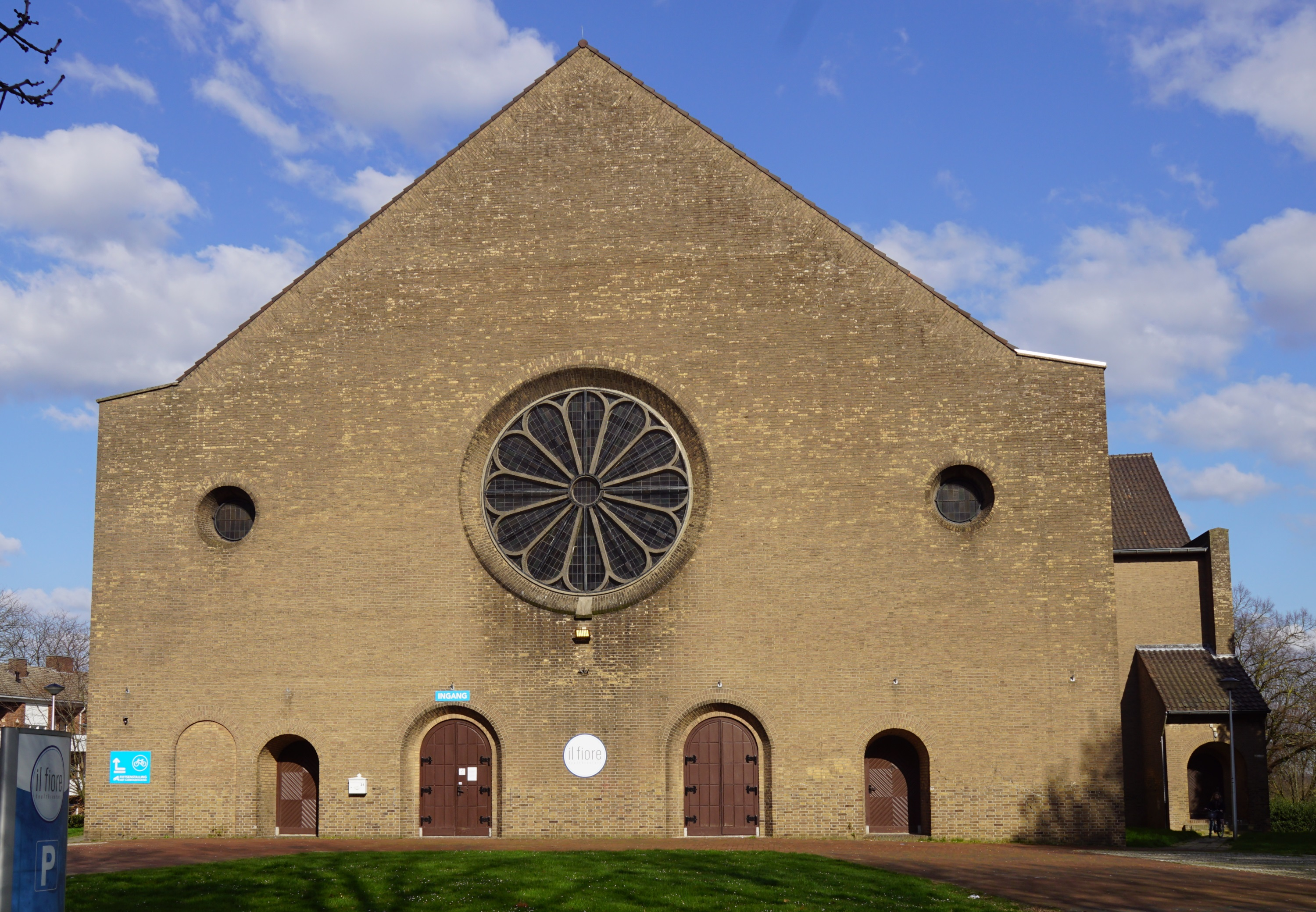
Vanuit westen (2020)

### Interieur
Het interieur is eclectisch, met kruisribgewelven en ronde scheibogen, alles uitgevoerd in schoon metselwerk. In het voormalige priesterkoor ligt een vloer van travertijn. Het is niet bekend wat er met de emaillen kruiswegstaties van Woltermans Emailkunst gebeurd is.